# Universidad Nacional de Chimborazo
Die Universidad Nacional de Chimborazo (UNACH) ist eine öffentliche Universität in Riobamba, Provinz Chimborazo, in Ecuador.
Bereits 1969 wurde über eine Hochschulgründung diskutiert und mit einer Niederlassung der Universidad Central del Ecuador (UCE) ein Campus der Fakultäten Philosophie, Literatur- und Erziehungswissenschaften initiiert. Mit Übertragung der Gebäude des Priesterseminars „La Dolorosa“ durch Leonidas Proaño, römisch-katholischer Bischof von Riobamba, an die UCE wurde am 31. August 1995 die Universidad Nacional de Chimborazo gegründet.
Sie bietet ihren Studierenden 26 Hochschulabschlüsse und zahlreiche Zertifikate an folgenden Fakultäten
- Technik
- Politik- und Verwaltungswissenschaften
- Gesundheitswissenschaften
- Erziehungswissenschaften

## Campus
| Campus      | Adresse                               | Koordinaten                 |
| ----------- | ------------------------------------- | --------------------------- |
| Centro      | Duchicela 17-15 y Princesa Toa        | 1° 39′ 59″ S, 78° 39′ 42″ W |
| Norte       | Avenida Antonio José de Sucre         | 1° 39′ 10″ S, 78° 38′ 32″ W |
| La Dolorosa | Avda. Eloy Alfaro y 10 de Agosto      |                             |
| Guano       | Parroquia La Matriz, Barrio San Roque |                             |